# Konstantin Anatoljewitsch Lurie
Konstantin Anatol'evich Lurie (russisch: Константин Анатольевич Лурье; * 1935 in der Sowjetunion) ist ein russischer Mathematiker und Hochschullehrer.

## Leben
Lurie studierte Mathematik und Mathematische Physik am Leningrader Polytechnischen Institut und machte dort 1959 seinen Master. Er promovierte 1964 bei Georgi Abramowitsch Grinberg und habilitierte sich 1972 am Joffe-Institut der Russischen Akademie der Wissenschaften. Seit 1989 arbeitet Lurie am Worcester Polytechnic Institute in Massachusetts, Vereinigte Staaten. 1999 nahm er am Fulbright-Programm teil.

## Forschungsinteressen
Lurie forscht auf den Gebieten der nichtkonvexen Variationsrechnung, der Optimalen Steuerung, der Materialwissenschaft und Werkstofftechnik. Er beschäftigt sich mit Optimierung, mit verteilten Systemen und mit optimalem Material-Design. Er sucht nach Methoden der Herstellung von Materialien mit besserer Qualität, geringeren Kosten, geringerem Gewicht, schnellerer Reaktionsfähigkeit. Dieses Gebiet, das früher durch Intuition und Erfahrung handwerklich bearbeitet wurde, ist in der neueren Zeit zu einem Gebiet der Angewandten Mathematik geworden. Lurie führte das Konzept der dynamischen Materialien ein. Diese Materialien werden teilweise künstlich hergestellt. Es wird von ihnen erwartet, dass sie dynamisch auf veränderte Umweltbedingungen reagieren und sich anpassen, etwa wie ein lebendiges Gewebe.
Das Cherkaev-Lurie-Milton-Theorem (CLM-Theorem) ist nach Andrej Cherkaev, Konstantin Anatol'evich Lurie und Graeme Milton benannt. Es liefert genaue Ergebnisse für die effektiven Elastizitätsmoduli von 2D-Verbunden.

## Familie
Lurie ist Sohn des Mathematikers Anatoli Isaakowitsch Lurie und dessen Ehefrau Berta Jakowlewna Granat.
Zur Familie Luries gehören der Philologe Solomon Jakowlewitsch Lurie (1891–1964), der Historiker Jakob Solomonowitsch Lurie (1921–1996) und der Historiker, Schriftsteller und Journalist Lew Jakowlewitsch Lurie (* 19. April 1950).

## Veröffentlichungen (Auswahl)
- mit Katica (Stevanović) Hedrih, Alexander Fidlin, Giuseppe Rega, Lutz Sperling: Obituary: Professor Ilya I. Blekhman (29 November 1928–03 February 2021), 2021, Nonlinear Dynamics 104(1):1-12, doi:10.1007/s11071-021-06413-3
- An Introduction to the Mathematical Theory of Dynamic Materials, Springer, 2017, ISBN 978-3-319-65345-7
- Applied optimal control theory of distributed systems, New York: Plenum Press, 1993, ISBN 978-0-306-43993-3
- mit Anatoli Isaakowitsch Lurie: Nonlinear theory of elasticity, Amsterdam, New York, Oxford, North Holland, 1990, ISBN 978-0-444-87439-9
- mit Andrej Cherkaev: G-closure of some particular sets of admissible material chracteristics for the problem of bending of thin plates, Lyngby Technical Univ. of Denmark, 1981, OCLC 245988370
- Optimal Control in Problems of Mathematical Physics, Nauka, Moscow, 1975